# Büchel (Rhénanie-Palatinat)
Pour les articles homonymes, voir Büchel.
Büchel est une municipalité de l'arrondissement (Landkreis) de Cochem-Zell du Land de Rhénanie-Palatinat, en Allemagne. Elle fait partie de la communauté des communes d'Ulmen qui compte 16 communes.